# Agonidium viphyense
Agonidium viphyense is een keversoort uit de familie van de loopkevers (Carabidae). De wetenschappelijke naam van de soort werd voor het eerst geldig gepubliceerd in 1988 door Pierre Basilewsky.